# Ишмурзинский сельсовет
Ишмурзинский сельсовет — муниципальное образование в Баймакском районе Республики Башкортостан Российской Федерации.

## История
Согласно Закону о границах, статусе и административных центрах муниципальных образований в Республике Башкортостан имеет статус сельского поселения.

## Население
| 2002  | 2009  | 2010  | 2012  | 2013  | 2014  | 2015  |
| ----- | ----- | ----- | ----- | ----- | ----- | ----- |
| 1250  | ↘1213 | ↘1060 | ↘1045 | ↘1037 | ↘1013 | ↘1006 |
| 2016  | 2017  |       |       |       |       |       |
| ↗1018 | ↗1031 |       |       |       |       |       |

## Состав сельского поселения
| № | Населённый пункт | Тип населённого пункта       | Население |
| - | ---------------- | ---------------------------- | --------- |
| 1 | Ишмурзино        | село, административный центр | ↘806      |
| 2 | Богачёво         | деревня                      | ↘254      |